# Список рыб, отмеченных в национальном парке Грейт-Смоки-Маунтинс
Совокупная протяжённость различной величины водотоков в национальном парке Грейт-Смоки-Маунтинс превышает 3400 км, из которых около 1300 км (800 миль) населяют более 60 видов рыб двенадцати семейств, включая миног, окуневых, центрарховых, карповых, чукучановых и лососёвых. Последние представлены тремя рыболовными видами, однако только один из них — американская палия (Salvelinus fontinalis) — является коренным жителем этих мест, а два других (кумжа и радужная форель) интродуцированы из Евразии и рек, впадающих в Тихий океан. Вследствие конкуренции с более продуктивной радужной форелью район распространения палии в парке сократился почти вчетверо, начиная с первой половины XX века.
Четыре вида, обитающих либо ранее обитавших в нижнем течении ручья Абрамс-Крик, находятся под охраной федеральных властей США и Международной Красной книги. Виды Erimonax monacha и Noturus flavipinnis имеют статус уязвимого вида (категория VU), Noturus baileyi и Etheostoma percnurum — находящегося под угрозой исчезновения (категория EN). В планах администрации парка реинтродуцировать эти виды в коренные места их обитания.

## Атериновые
| №  | Вид                                                                   | Местный? | Промысловый статус | Изображение |
| -- | --------------------------------------------------------------------- | -------- | ------------------ | ----------- |
| 1. | Североамериканская пресноводная атерина-лабидест Labidesthes sicculus | Нет      | Нет                |             |

## Чукучановые
| №  | Вид                                          | Местный? | Промысловый статус | Изображение |
| -- | -------------------------------------------- | -------- | ------------------ | ----------- |
| 2. | Белый чукучан Catostomus commersoni          | Да       | Нет                |             |
| 3. | Чёрный чукучан-свинья Hypentelium nigricans  | Да       | Нет                |             |
| 4. | Речная моксостома Moxostoma carinatum        | Да       | Нет                |             |
| 5. | Чёрная моксостома Moxostoma duquesnei        | Да       | Нет                |             |
| 6. | Золотистая моксостома Moxostoma erythrurum   | Да       | Нет                |             |
| 7. | Северная моксостома Moxostoma macrolepidotum | Да       | Нет                |             |

## Центрарховые
| №   | Вид                                               | Местный? | Промысловый статус | Изображение |
| --- | ------------------------------------------------- | -------- | ------------------ | ----------- |
| 8.  | Красноглазый каменный окунь Ambloplites rupestris | Да       | Да                 |             |
| 9.  | Розовый солнечник Lepomis auritus                 | Да       | Да                 |             |
| 10. | Зелёный солнечник Lepomis cyanellus               | Да       | Нет                |             |
| 11. | Lepomis gulosus                                   | Да       | Нет                |             |
| 12. | Синежаберный солнечник Lepomis macrochirus        | Да       | Да                 |             |
| 13. | Длинноухий солнечник Lepomis megalotis            | Нет      | Нет                |             |
| 14. | Lepomis microlophus                               | Нет      | Да                 |             |
| 15. | Малоротый окунь Micropterus dolomieu              | Да       | Да                 |             |
| 16. | Белый американский окунь Morone chrysops          | Нет      | Да                 |             |
| 17. | Чёрный краппи Pomoxis nigromaculatus              | Да       | Да                 |             |

## Сельдевые
| №   | Вид                                   | Местный? | Промысловый статус | Изображение |
| --- | ------------------------------------- | -------- | ------------------ | ----------- |
| 18. | Северная доросома Dorosoma cepedianum | Нет      | Нет                |             |

## Рогатковые
| №   | Вид              | Местный? | Промысловый статус | Изображение |
| --- | ---------------- | -------- | ------------------ | ----------- |
| 19. | Cottus bairdi    | Да       | Нет                |             |
| 20. | Cottus carolinae | Да       | Нет                |             |

## Карповые
| №   | Вид                                         | Местный? | Промысловый статус | Изображение |
| --- | ------------------------------------------- | -------- | ------------------ | ----------- |
| 21. | Необычная кампостома Campostoma anomalum    | Да       | Нет                |             |
| 22. | Розовый клиностомус Clinostomus funduloides | Да       | Нет                |             |
| 23. | Cyprinella galactura                        | Да       | Нет                |             |
| 24. | Erimonax monacha                            | Да       | Нет                |             |
| 25. | Огненная хемитремия Hemitremia flammea      | Да       | Нет                |             |
| 26. | Большеглазый гибопсис Hybopsis amblops      | Да       | Нет                |             |
| 27. | Luxilus chrysocephalus                      | Да       | Нет                |             |
| 28. | Речной нокомис Nocomis micropogon           | Да       | Нет                |             |
| 29. | Notropis leuciodus                          | Да       | Нет                |             |
| 30. | Notropis photogenis                         | Да       | Нет                |             |
| 31. | Розовый нотропис Notropis rubellus          | Да       | Нет                |             |
| 32. | Notropis rubricroceus                       | Да       | Нет                |             |
| 33. | Notropis spectrunculus                      | Да       | Нет                |             |
| 34. | Notropis telescopous                        | Да       | Нет                |             |
| 35. | Phenacobius crassilabrum                    | Да       | Нет                |             |
| 36. | Phoxinus tennesseensis                      | Да       | Нет                |             |
| 37. | Чёрный толстоголов Pimephales promelas      | Да       | Нет                |             |
| 38. | Черноносый ринихт Rhinichthys atratulus     | Да       | Нет                |             |
| 39. | Длинноносый ринихт Rhinichthys cataractae   | Да       | Нет                |             |
| 40. | Длинноносый ринихт Semotilis atromaculatus  | Да       | Нет                |             |

## Икталуровые
| №   | Вид              | Местный? | Промысловый статус | Изображение |
| --- | ---------------- | -------- | ------------------ | ----------- |
| 41. | Ameiurus natalis | Да       | Нет                |             |
| 42. | Noturus baileyi  | Да       | Нет                |             |

## Окуневые
| №   | Вид                                          | Местный? | Промысловый статус | Изображение |
| --- | -------------------------------------------- | -------- | ------------------ | ----------- |
| 43. | Зеленобокая этеостома Etheostoma blennioides | Да       | Нет                |             |
| 44. | Etheostoma chlorobranchium                   | Да       | Нет                |             |
| 45. | Тонкохвостая этеостома Etheostoma flabellare | Да       | Нет                |             |
| 46. | Тонкохвостая этеостома Etheostoma gutselli   | Да       | Нет                |             |
| 47. | Etheostoma percnurum                         | Да       | Нет                |             |
| 48. | Etheostoma rufilineatum                      | Да       | Нет                |             |
| 49. | Etheostoma simoterum                         | Да       | Нет                |             |
| 50. | Etheostoma swannanoa                         | Да       | Нет                |             |
| 51. | Etheostoma vulneratum                        | Да       | Нет                |             |
| 52. | Etheostoma zonale                            | Да       | Нет                |             |
| 53. | Жёлтый окунь Perca flavescens                | Нет      | Да                 |             |
| 54. | Золотошипая перцина Percina aurantiaca       | Да       | Нет                |             |
| 55. | Полосатая перцина Percina caprodes           | Да       | Нет                |             |
| 56. | Percina evides                               | Да       | Нет                |             |
| 57. | Percina squamata                             | Да       | Нет                |             |
| 58. | Светлопёрый судак Stizostedion vitreum       | Нет      | Да                 |             |

## Миноги
| №   | Вид                                      | Местный? | Промысловый статус | Изображение |
| --- | ---------------------------------------- | -------- | ------------------ | ----------- |
| 59. | Аллеганская минога Ichthyomyzon greeleyi | Да       | Нет                |             |
| 60. | Lampetra appendix                        | Да       | Нет                |             |

## Пецилиевые
| №   | Вид                                    | Местный? | Промысловый статус | Изображение |
| --- | -------------------------------------- | -------- | ------------------ | ----------- |
| 61. | Обыкновенная гамбузия Gambusia affinis | Да       | Нет                |             |

## Лососёвые
| №   | Вид                                      | Местный? | Промысловый статус | Изображение |
| --- | ---------------------------------------- | -------- | ------------------ | ----------- |
| 62. | Радужная форель Oncorhynchus mykiss      | Нет      | Да                 |             |
| 63. | Кумжа Salmo trutta                       | Нет      | Да                 |             |
| 64. | Американская палия Salvelinus fontinalis | Да       | Да                 |             |